# 기테 헤닝
기테 헤닝(덴마크어: Gitte Hænning, 1946년 6월 29일 ~ )은 덴마크의 가수, 배우이다. 유로비전 송 콘테스트 1973에서 독일 대표로 참가했다.